# Burg Hodenhagen
Die Burg Hodenhagen ist der Burgstall einer im 13. Jahrhundert bestandenen Niederungsburg nahe Hodenhagen im Landkreis Heidekreis in Niedersachsen. Der mittelalterliche Adelssitz bestand nur knapp 100 Jahre und wurde 1289 zerstört.

## Lage
Die Burg lag in unbewohntem Gebiet am wichtigen Flussübergang des alten Postweges über die Meiße. Heute befindet sich die Burgstelle wenige Meter neben der Einfahrt zum Serengeti-Park. Die frühere Burgstelle liegt zur Hälfte in einem kleinen Wäldchen und zur Hälfte in Ackerboden.

## Beschreibung

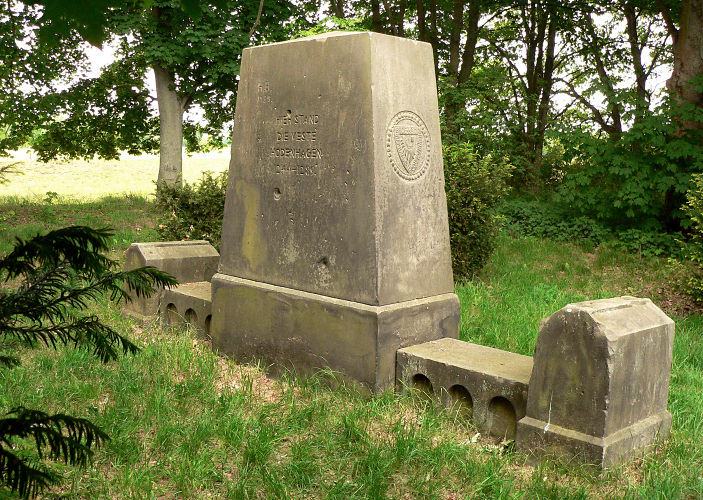
Gedenkstein von 1856 an der früheren Burgstelle

Das frühere Aussehen der Burganlage ist durch eine Skizze überliefert, die Wilhelm von Hodenberg Mitte des 19. Jahrhunderts anfertigte. In dieser Zeit wurden die letzten Überreste in Form von Erdwällen, Burggraben und Steinresten eingeebnet sowie beseitigt. Laut der Zeichnung bestand die Burg aus einem ovalen Ringwall von 109 × 95 m Durchmesser, der unmittelbar an die Meiße angrenzte. Der Wall war früher von einem Burggraben umflossen, der vom Fluss gespeist wurde. Zur Zeit der Anfertigung der Skizze durchschnitt bereits ein Wirtschaftsweg das Wallinnere. Seinerzeit wurde darin das Fundament eines runden Bergfrieds mit 10 m Durchmesser festgestellt, der 2,5 m starke Außenmauern hatte. An anderer Stelle im Inneren wurden weitere Mauerreste im Boden festgestellt.
Nahe der Burgstelle vermutete Wilhelm von Hodenberg einen Wirtschaftshof mit Schmiede, da er Eisenstücke und Schlackenreste gefunden hatte. Außerdem soll es eine Burgmühle an der Meiße sowie eine historisch überlieferte Burgkapelle gegeben haben, deren Standorte sich nicht lokalisieren ließen.
An die Burg erinnert ein durch die Familie von Hodenberg 1856 aufgestellter Gedenkstein, der sich an der früheren Burgstelle in dem kleinen Wäldchen befindet.

## Geschichte

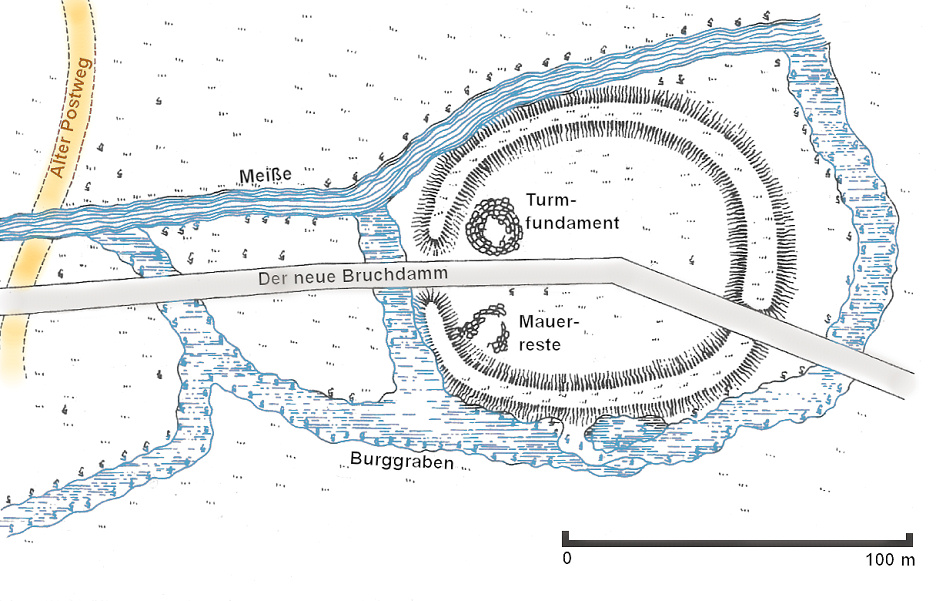
Lageskizze mit Überresten der Burg Mitte des 19. Jahrhunderts

Die Burg gehörte den Edelleuten von Hodenberg, die ein bedeutendes Adelsgeschlecht in der Region darstellten. Nachdem sie 1206 von ihrem Stammsitz Burg Hodenberg in Altenbücken durch den Grafen von Hoya verdrängt worden waren, erbauten sie rund 30 km weiter östlich an der Meiße die Burg Hodenhagen. Ihre Entstehungszeit wird bereits um 1200 vermutet, urkundlich findet die Burg erst 1244 Erwähnung.
Bedingt durch den Sitz auf der Burg Hodenhagen lag der Herrschaftsbereich der Adelsfamilie von Hodenberg geographisch und interessensmäßig zwischen den Grafen von Hoya und den nach Westen drängenden Welfen. Der Welfenherzog Otto der Strenge ließ 1289 die Burg Hodenhagen durch Schleifung zerstören. In einer Urkunde vom 27. August 1289 hatte er sie von Heinrich von Hodenberg übereignet bekommen. Auf diese Weise gerieten die Hodenberger in die Abhängigkeit des Herzogs und verloren ihre regionale Herrschaftsstellung, sie wurden zu Vasallen der Welfen. Es wird vermutet, dass die Zerstörung der Burg auch der Eindämmung des damals weit verbreiteten Raubrittertums durch den niederen Adel diente.
Nach der Zerstörung der Burg Hodenhagen verlegte das Adelsgeschlecht seinen Sitz weiter westlich in den heutigen Hodenhagener Ortsteil Hudemühlen. Dort wurde eine Hofanlage mit wehrhaften Elementen errichtet, die den Ursprung des um 1400 entstandenen Ortes Hodenhagen legte. Erst 1448 wird der Hof der von Hodenberg in Urkunden als Schloss bezeichnet. Der Bau wurde im 16. Jahrhundert zum prachtvollen Renaissanceschloss Hudemühlen umgestaltet, das im 19. Jahrhundert abgerissen wurde.

## Ähnliche Befestigungsanlagen der näheren Umgebung
In der näheren Umgebung gab es in der Niederung der Aller eine Reihe weiterer mittelalterlicher Burgen, zum Teil ähnlicher Bauart. Dazu gehören Befestigungsanlagen in Bierde (Burg Bierde), Ahlden (Aller) (Bunkenburg), Essel (Uhlenburg) (Burg Blankenburg), Rethem (Aller) (Burg Rethem), Grethem (Burg Blankenhagen).
Die Burg Hodenhagen gehört zu den ehemaligen Burgen, die beim Projekt Burgenlandschaft Aller-Leine-Tal (B.A.L.T.) zwischen 2003 und 2005 näher untersucht wurden. Das Projekt wurde unter anderem vom europäischen Förderprogramm LEADER+ unterstützt, da sich die Burganlage in der Region Aller-Leine-Tal befindet. Allerdings wurde bei der Burg Hodenhagen nur eine archäologische Flugprospektion vorgenommen, Ausgrabungen erfolgten bislang nicht.